# Посмертная казнь
Посмертная казнь — процедура казни уже умершего и похороненного человека, связанная с эксгумацией и ритуальной «казнью» тела. Иногда производилась как возможное препятствие для воскрешения, иногда — как глумление над телом поверженного врага, в некоторых случаях — как форма «запоздалого» приведения в исполнение приговора, когда преступник уже скончался.

## Известные случаи

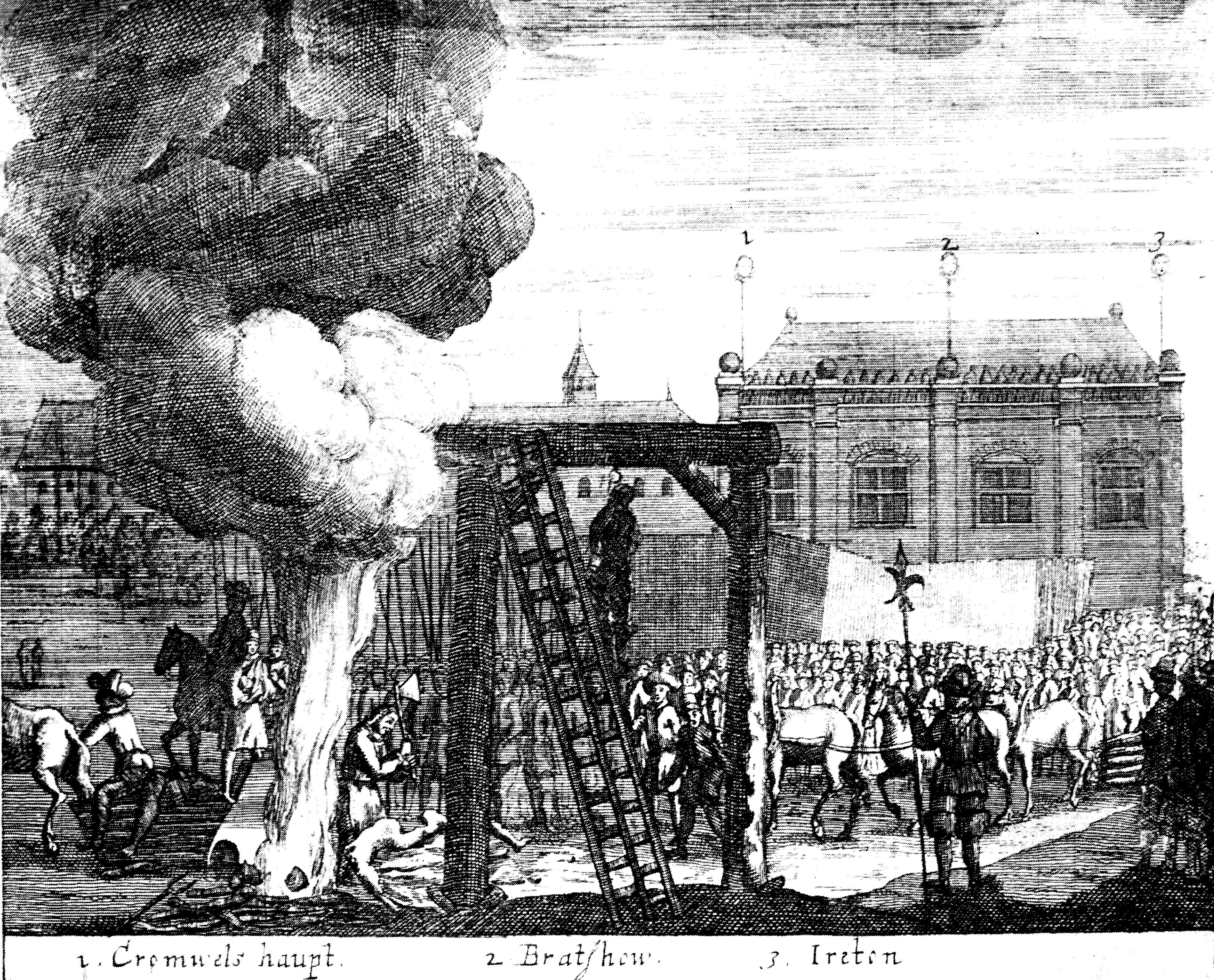
Казнь тел Кромвеля, Брэдшо и Айртона в Тайберне, 1661 г.

- Казнь тела Леонида I персами после Фермопильского сражения.
- Казнь тела Симона де Монфора.
- Казнь 30 января 1661 года тел лорда-протектора Оливера Кромвеля, Джона Брэдшо и Генри Айртона после реставрации Стюартов.
- Сожжение останков Джона Уиклифа.
- Трупный синод — церковный трибунал над эксгумированным трупом папы Формоза.
- Эксгумация тела Мерси Браун в 1892 году, подозреваемой в вампиризме.
- Эксгумация и надругательство над останками боярина И.М. Милославского
- Эксгумация и надругательство большевиков над телом генерала Л. Г. Корнилова.